# Naturpark Sierra de Andújar

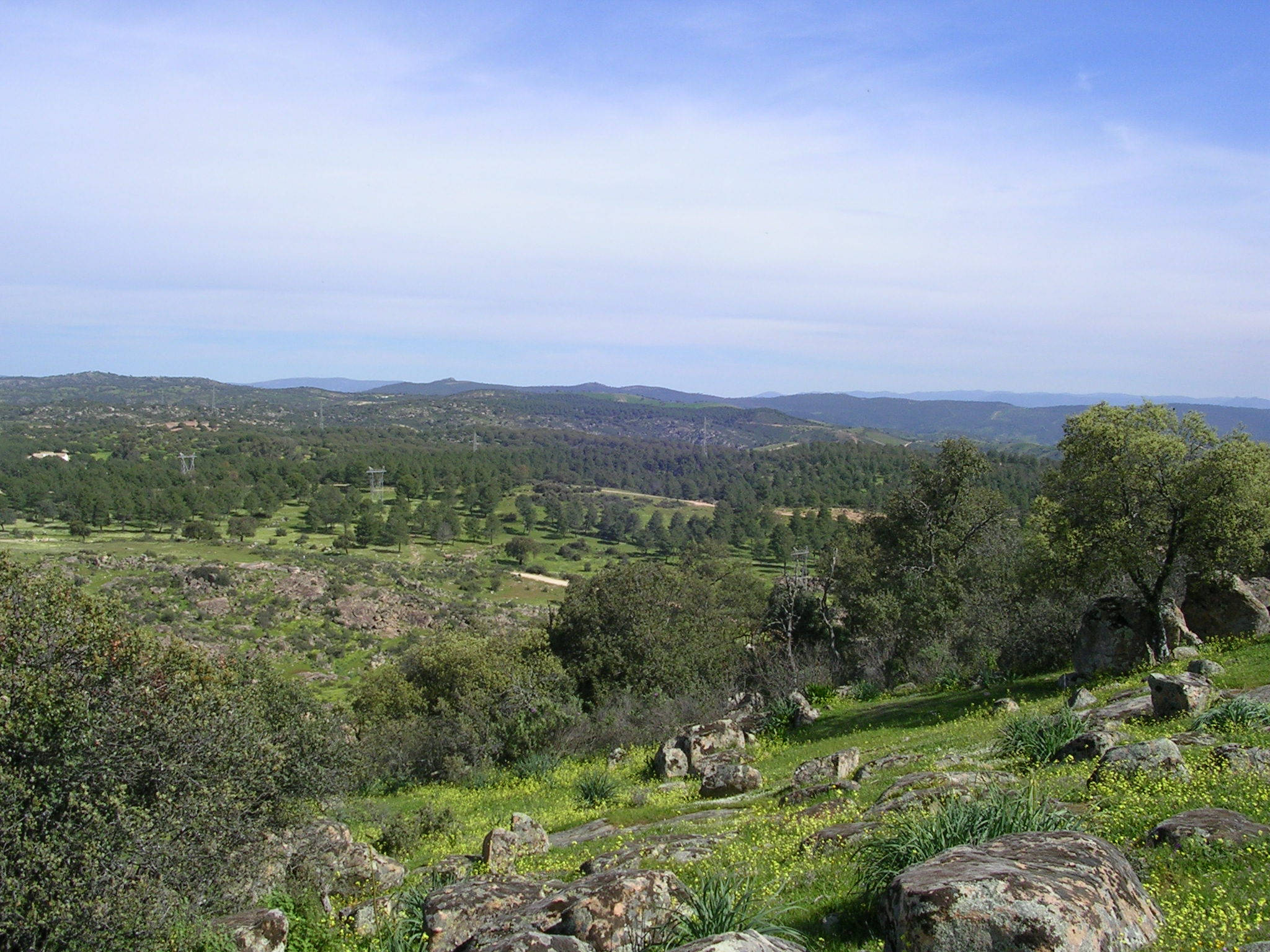
Sierra de Andújar.

Die Sierra de Andújar ist ein in Andalusien liegendes Gebirge und Naturpark. Sie liegt in der Sierra Morena, direkt östlich neben der Sierra de Cardeña-Montoro in der Provinz Jaén, nördlich des Ortes Andújar. Der Naturpark wurde im Jahr 1989 eingerichtet und umfasst eine Fläche von 74.774 Hektar. Höchster Gipfel ist der Burcio del Pino mit 1290 Metern. Die niedrigsten Tallagen liegen bei 196 Metern. Im Norden geht das Gebiet in die Sierra Quintana über.

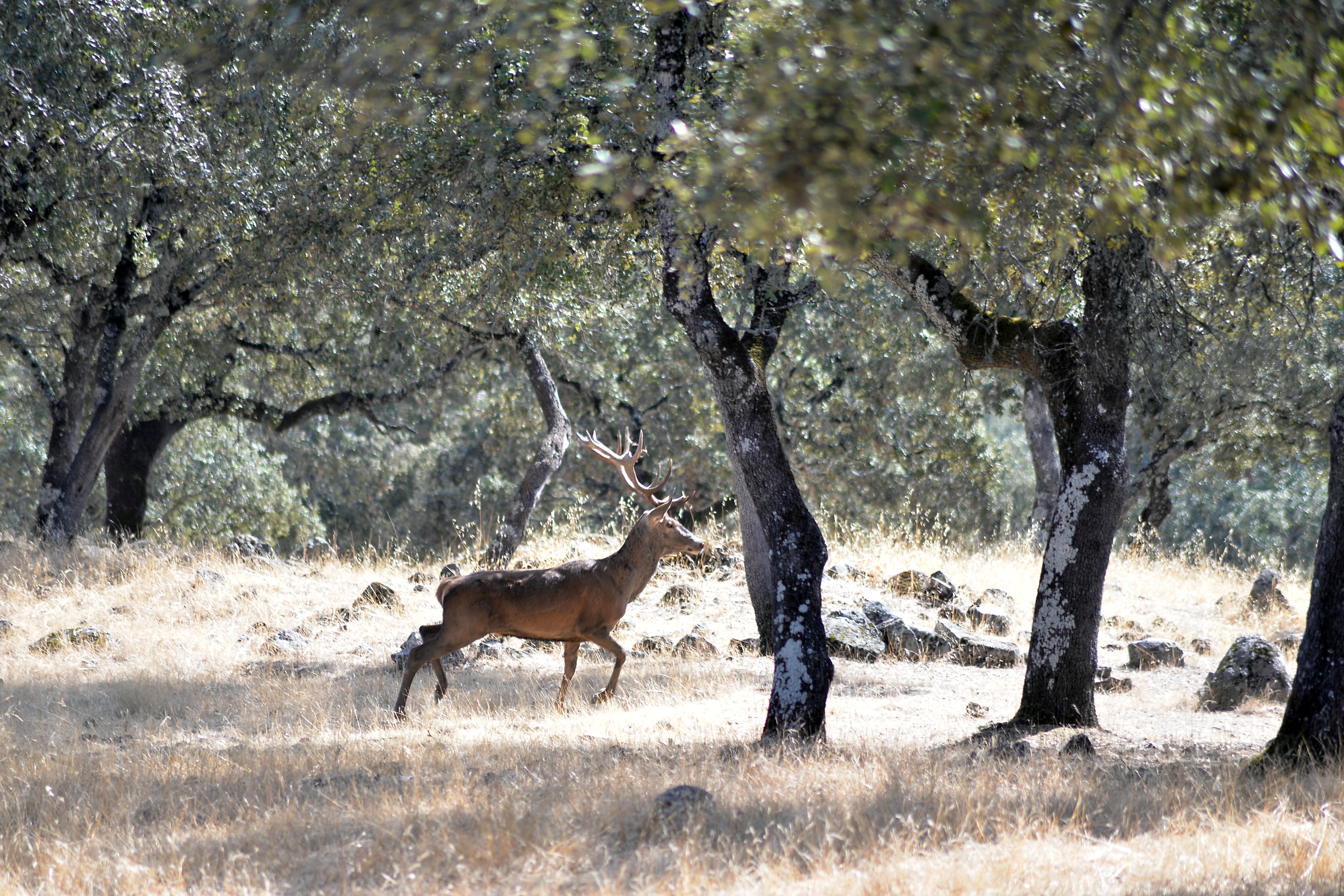
Rothirsch im Naturpark

In der Sierra de Andújar finden sich ausgedehnte Eichenwälder (Steineiche, Korkeiche und Portugiesische Eiche) – die größten der Sierra Morena überhaupt. Daneben gibt es Kiefernwälder. Zur Tierwelt des Naturparks gehören neben Rothirschen, Damhirschen, Mufflons und Wildschweinen auch seltene Arten wie Pardelluchse, Mungos, Wildkatzen, Fischotter, Mönchsgeier und Iberienadler. Insbesondere für den Pardelluchs stellt es neben dem Nationalpark Coto de Doñana das einzige Gebiet mit einer bestätigten Population der seltenen Wildkatze dar. Das Areal wird vorwiegend jagdlich genutzt, was eine natürliche Entwicklung begünstigte.